# Lemme fondamental du calcul des variations
Le lemme fondamental du calcul des variations est un lemme essentiel au calcul des variations. Friedrich Ludwig Stegmann l'a énoncé en 1854 et justifié par un argument très succinct et incorrect ; auparavant, Joseph-Louis Lagrange l'avait tenu pour allant de soi et ses successeurs jusqu'à Stegmann auraient fait de même,. Des démonstrations correctes ont été obtenues par Eduard Heine en 1870 et Paul David Gustave du Bois-Reymond en 1879. Des généralisations très importantes de ce lemme ont été réalisées : par Du Bois-Reymond, en 1879 également (lemme de Du Bois-Reymond) ; et par Alfréd Haar, entre 1926 et 1929 (lemme de Haar),. Ces différents lemmes et leurs applications sont présentés dans ce qui suit.

## Cas usuel du lemme fondamental du calcul des variations
On rappelle qu'une fonction définie sur un ouvert U est dite de classe Ck si elle est k-fois continument dérivable. Par exemple la classe C0 est constituée des fonctions continues, et la classe C∞ est constituée des fonctions indéfiniment dérivables. Les fonctions C∞ à support compact dans U sont appelées les fonctions test sur U.
Le lemme fondamental du calcul des variations, dans sa version usuelle, s'exprime comme suit :
Lemme fondamental du calcul des variations (cas d'une intégrale simple et d'une fonction réelle) — Soit {\displaystyle f:\left]a,b\right[\to \mathbb {R} } une fonction continue.
Si, pour toute fonction test {\displaystyle h:\left]a,b\right[\to \mathbb {R} }, {\displaystyle \int fh=0}, alors f est nulle.

## Généralisation au cas des intégrales multiples
Lemme fondamental du calcul des variations (cas vectoriel avec intégrale multiple) — Soient U un ouvert de ℝn, E un espace vectoriel normé, {\displaystyle E^{\prime }} son dual topologique et {\displaystyle f:U\to E^{\prime }} une fonction continue.
Si, pour toute fonction test {\displaystyle h:U\to E}, {\displaystyle \int \left\langle f,h\right\rangle =0,} alors f est nulle.

### Remarque sur le lemme fondamental du calcul des variations
- Sous sa forme donnée ici, le lemme fondamental du calcul des variations permet d'obtenir l'équation d'Ostrogradski du calcul des variations (généralisation de l'équation d'Euler-Lagrange).
- Le résultat de ce lemme reste vrai pour f seulement localement intégrable, à valeurs dans un espace vectoriel réel de dimension finie : la conclusion est changée en « f est nulle presque partout »[12]. Ce point est fondamental en théorie de la mesure. Il montre en effet que si {\displaystyle T_{f}} désigne la mesure de Radon définie par une fonction localement intégrable f, l'égalité {\displaystyle T_{f}=0} équivaut à {\displaystyle f=0} presque partout. Par passage au quotient, si {\displaystyle {\bar {f}}} désigne la classe de Lebesgue de f, l'application linéaire {\displaystyle {\bar {f}}\mapsto T_{f}} (qui est bien définie) est injective, et l'on peut donc plonger {\displaystyle L_{loc}^{1}(U)} (l'espace des classes de Lebesgue de fonctions localement intégrables sur U) dans l'espace des mesures de Radon sur U (et a fortiori dans l'espace {\displaystyle {\mathcal {D}}^{\prime }(U)} des distributions sur U)[13].

## Lemme de Du Bois-Reymond
Le lemme de Du Bois-Reymond, nommé d'après Paul David Gustave du Bois-Reymond, généralise le lemme fondamental du calcul des variations dans le « cas usuel ». 
Lemme de Du Bois-Reymond — Soient {\displaystyle E} un espace vectoriel normé, {\displaystyle E^{\prime }} son dual topologique et {\displaystyle f,g:\left]a,b\right[\to E^{\prime }} deux fonctions continues.
Si, pour toute fonction test {\displaystyle h:\left]a,b\right[\to E,} {\displaystyle \int \left(\left\langle f,{\dot {h}}\right\rangle +\left\langle g,h\right\rangle \right)=0,} alors f est dérivable, de dérivée g.

### Remarque sur le lemme de Du Bois-Reymond
- En faisant f = 0, on retrouve le Lemme fondamental du calcul des variations.
- On a vu dans la preuve comment se ramener au cas où {\displaystyle g=0}. Le lemme de Du Bois-Reymond a originellement été énoncé dans le cas {\displaystyle E=\mathbb {R} } de la manière suivante : soit f continue sur [a, b], et on suppose vérifiée l'égalité{\displaystyle \int _{a}^{b}f\left(t\right){\dot {h}}\left(t\right)dt=0}pour toute fonction h de classe C1 sur [a, b], vérifiant h(a) = h(b) = 0 ; alors f est constante. Une formulation voisine de celle encadrée ci-dessus est présentée (dans le cas {\displaystyle E=\mathbb {R} } et en remplaçant, comme ici, les fonctions test par les fonctions C1 nulles au bord) par Andrei Mikhailovich Razmadze (ru)[14].
- L'hypothèse du lemme de Du Bois-Reymond s'interprète en termes de distributions : elle signifie que la distribution Tg est la dérivée de la distribution Tf. Une généralisation naturelle du lemme est alors : si la dérivée d'une distribution T sur ]a, b[ est une distribution Tg associée à une fonction localement intégrable g, alors T = Tf pour une fonction absolument continue f, dont la dérivée en presque tout point t, et en tout point t où g est continue, existe et est égale à g(t)[15].

### Application du lemme de Du Bois-Reymond au calcul des variations
Soient E un espace vectoriel normé, F l'espace vectoriel {\displaystyle C^{1}\left(\left[a,b\right],E\right)}, {\displaystyle {\mathcal {F}}} le même ensemble mais vu comme espace affine de direction F, {\displaystyle \Omega } un ouvert de {\displaystyle {\mathcal {F}}\times F} et {\displaystyle {\mathcal {L}}} une fonction réelle de classe C1, définie sur la partie {\displaystyle \left[a,b\right]\times \Omega } de {\displaystyle \left[a,b\right]\times {\mathcal {F}}\times F}, et dont on notera {\displaystyle {\frac {\partial {\mathcal {L}}}{\partial x}}} et {\displaystyle {\frac {\partial {\mathcal {L}}}{\partial {\dot {x}}}}} les dérivées partielles par rapport aux 2e et 3e variables. Cherchons les extrémales x de la fonctionnelle
{\displaystyle J:{\mathcal {F}}\to \mathbb {R} ,\quad x\mapsto \int _{a}^{b}{\mathcal {L}}\left(t,x(t),{\dot {x}}(t)\right)\,\mathrm {d} t}
telles que (i) {\displaystyle x(a)} et {\displaystyle x(b)} ont des valeurs fixées et (ii) {\displaystyle (x,{\dot {x}})} est à valeurs dans {\displaystyle \Omega .} Le sous-espace de {\displaystyle {\mathcal {F}}} constitué des fonctions x vérifiant (i) est un sous-espace affine {\displaystyle {\mathcal {G}},} dont la direction G est le sous-espace vectoriel de F constitué des fonctions nulles en a et b. On restreint à G la norme naturelle de F :
{\displaystyle \left\Vert h\right\Vert _{1}=\sup _{t\in \left[a,b\right]}\left(\left\Vert h(t)\right\Vert +\left\Vert {\dot {h}}\left(t\right)\right\Vert \right).}
Le sous-ensemble constitué des fonctions x vérifiant (ii) est alors un ouvert de {\displaystyle {\mathcal {G}}}, et la différentielle de J au point x est la forme linéaire continue
{\displaystyle \mathrm {d} J(x):G\to \mathbb {R} ,\quad h\mapsto \delta J(x;h):=\int _{a}^{b}\left({\frac {\partial {\mathcal {L}}}{\partial x}}h+{\frac {\partial {\mathcal {L}}}{\partial {\dot {x}}}}{\dot {h}}\right)\,\mathrm {d} t}.
Une condition nécessaire pour que {\displaystyle x} soit une extrémale de {\displaystyle J} est {\displaystyle \mathrm {d} J(x)=0}, soit encore {\displaystyle \delta J\left(x;h\right)=0} pour tout {\displaystyle h\in G}. Par le lemme de Du Bois-Reymond, une condition nécessaire d'extremum est donc que la fonction {\displaystyle t\mapsto {\frac {\partial {\mathcal {L}}}{\partial {\dot {x}}}}(t,x(t),{\dot {x}}(t))} soit dérivable sur {\displaystyle \left]a,b\right[} et de dérivée donnée par l'équation d'Euler-Lagrange :
ce qui entraîne que la fonction est non seulement dérivable sur {\displaystyle \left]a,b\right[} mais de classe C1 sur {\displaystyle \left[a,b\right]} (« première condition de Weierstrass-Erdmann »).
On aurait pu être tenté d'intégrer par parties le second terme dans l'intégrale donnant l'expression initiale de {\displaystyle \delta J(x;h)}, puis appliquer lemme fondamental du calcul des variations, mais alors il aurait fallu supposer {\displaystyle {\dot {x}}} et {\displaystyle {\frac {\partial {\mathcal {L}}}{\partial {\dot {x}}}}} de classe C1 (voir la démonstration classique de l'équation d'Euler-Lagrange).

## Lemme de Du Bois-Reymond généralisé
On obtient une généralisation du lemme de Du Bois-Reymond, dans le cas où {\displaystyle E=\mathbb {R} ^{n}}, en supposant seulement g intégrable au sens de Lebesgue sur {\displaystyle \left[a,b\right]} et en remplaçant {\displaystyle f\,\mathrm {d} t} par une mesure {\displaystyle \nu } à valeurs dans (ℝn)*, ainsi que {\displaystyle {\dot {h}}} par {\displaystyle {\dot {h}}-Bh} où {\displaystyle B} est une fonction continue de {\displaystyle \left[a,b\right]} dans l'algèbre des endomorphismes de ℝn. On parvient alors à l'énoncé suivant :
Lemme de Du Bois-Reymond généralisé — Avec les notations ci-dessus, on suppose que pour toute fonction test h (à valeurs dans ℝn),
{\displaystyle \left\langle \nu ,{\dot {h}}-Bh\right\rangle +\int \left\langle g,h\right\rangle =0.}
Alors la mesure {\displaystyle \nu } admet (par rapport à la mesure de Lebesgue {\displaystyle \lambda }) une densité continue {\displaystyle f}, qui vérifie {\displaystyle {\dot {f}}=g-fB} {\displaystyle \lambda }-presque partout.

### Application à la commande optimale
La généralisation ci-dessus du lemme de Du Bois-Reymond est utilisée pour résoudre les problèmes de commande optimale.
On considère le critère
{\displaystyle J\left(u\right)=\int _{a}^{b}l\left(t,x(t),u(t)\right)dt}
à minimiser sous la contrainte dynamique
{\displaystyle {\dot {x}}=\varphi (t,x,u)}
pour des conditions initiales et finales fixées, où les fonctions l et {\displaystyle \varphi } sont de classe C1 de {\displaystyle [a,b]\times \Omega _{1}\times \Omega _{2}} dans ℝ et ℝn respectivement, où {\displaystyle \Omega _{1}} et {\displaystyle \Omega _{2}} sont des ouverts non vides dans ℝn et ℝm respectivement. On recherche ici un « minimum faible », à savoir que la « commande optimale » {\displaystyle {\hat {u}}} est cherchée parmi les fonctions de classe C1 de {\displaystyle [a,b]} dans {\displaystyle \Omega _{2}} ; la dérivée {\displaystyle {\dot {\hat {x}}}} de l'« état » correspondant appartient alors nécessairement à l'espace E des fonctions continues de {\displaystyle [a,b]} dans ℝn ; E est un espace de Banach muni de la "norme du sup" habituelle.
On utilise un multiplicateur de Lagrange {\displaystyle \mu } appartenant au dual topologique de E, à savoir une mesure de Radon à valeurs dans le dual (ℝn)*, et on forme le lagrangien
{\displaystyle {\mathfrak {L}}\left(x,{\dot {x}},u;\mu \right)=J(u)+\langle \mu ,{\dot {x}}-\varphi (t,x,u)\rangle =J(u)+\langle \nu ,\left(\left({\dot {x}}-\varphi (t,x,u)\right)^{T},{\dot {u}}^{T}\right)^{T}\rangle }
avec {\displaystyle \nu =\left(\mu ,0\right)}, où l'on représente les vecteurs de ℝn et ℝm par des colonnes et les covecteurs par des lignes. Écrivons que, pour que {\displaystyle J(u)} soit minimum pour les valeurs {\displaystyle {\hat {u}}}, {\displaystyle {\hat {x}}} de x et de u sous la contrainte dynamique considérée, il doit exister un multiplicateur de Lagrange {\displaystyle {\hat {\mu }}} pour lequel {\displaystyle d{\mathfrak {L}}\left({\hat {x}},{\dot {\hat {x}}},{\hat {u}};{\hat {\mu }}\right)=0}. On a
{\displaystyle d{\mathfrak {L}}\left({\hat {x}},{\dot {\hat {x}}},{\hat {u}};{\hat {\mu }}\right):\left(h,{\dot {h}}\right)\mapsto \delta {\mathfrak {L}}\left({\hat {x}},{\dot {\hat {x}}},{\hat {u}},{\hat {\mu }};h,{\dot {h}}\right)}
où {\displaystyle h=\left(\delta x^{T},\delta u^{T}\right)^{T}} et
{\displaystyle \delta {\mathfrak {L}}\left({\hat {x}},{\dot {\hat {x}}},{\hat {u}},{\hat {\mu }};h,{\dot {h}}\right)=\int _{a}^{b}\left(\left\langle \nu \left(t\right),{\dot {h}}\left(t\right)-B(t)h(t)\right\rangle +\left\langle g\left(t\right),h\left(t\right)\right\rangle \right)dt},
{\displaystyle g(t)=\left({\frac {\partial l}{\partial x}},{\frac {\partial l}{\partial u}}\right),\nu =\left(\mu ,0\right),B=\left({\begin{array}{cc}{\frac {\partial \varphi }{\partial x}}&{\frac {\partial \varphi }{\partial u}}\\0&0\end{array}}\right).}
où les différentielles partielles sont évaluées en {\displaystyle \left(t,{\hat {x}}(t),{\hat {u}}(t)\right)}. Le Lemme de Du Bois-Reymond généralisé implique que la mesure {\displaystyle {\hat {\mu }}} est absolument continue. De plus, en appelant {\displaystyle p^{\prime }} la densité de {\displaystyle \mu }, i.e. {\displaystyle \mu =p^{\prime }.dt} où {\displaystyle p^{\prime }} est une fonction continue de {\displaystyle [a,b]} dans (ℝn)* et, en définissant le « pseudo-hamiltonien » 
{\displaystyle {\mathcal {H}}\left(t,x,u,p^{\prime }\right)=\langle p^{\prime },\varphi \left(t,x,u\right)\rangle -l\left(t,x,u\right)},
qui implique évidemment
{\displaystyle {\dot {\hat {x}}}(t)={\frac {\partial {\mathcal {H}}}{\partial p^{\prime }}}\left(t,{\hat {x}}(t),{\hat {u}}(t),{\hat {p^{\prime }}}(t)\right)} (« première équation canonique »)
on obtient les conditions
{\displaystyle {\dot {\hat {p^{\prime }}}}(t)=-{\frac {\partial {\mathcal {H}}}{\partial x}}\left(t,{\hat {x}}(t),{\hat {u}}(t),{\hat {p^{\prime }}}(t)\right)} (« deuxième équation canonique ») et
{\displaystyle 0={\frac {\partial {\mathcal {H}}}{\partial u}}\left(t,{\hat {x}}(t),{\hat {u}}(t),{\hat {p^{\prime }}}(t)\right)} (« condition de stationnarité »)
qui doivent être vérifiées presque partout. 
Ceci peut être vu comme un cas particulier du principe du maximum de Pontryagin. Ce dernier s'obtient avec des « variations fortes » de la commande (variations « en aiguilles » ou « en pointes ») alors que ci-dessus on a réalisé des « variations faibles ». Le Principe du maximum entraîne dans le cas considéré la condition de stationnarité (car la maximisation s'effectue sur un ouvert) mais la réciproque est fausse.

## Lemme de Haar
Le lemme fondamental du calcul des variations conduit facilement à une généralisation de l'équation d'Euler-Lagrange pour des extrémales de classe C2 dans le cas du calcul des variations à intégrale multiple (voir § Calcul des variations à intégrale multiple). Le lemme de Du Bois-Reymond, comme on l'a vu plus haut, permet de rechercher, dans le cas du calcul des variations à intégrale simple, des extrémales de classe C1. La recherche d'extrémales de classe C1 pour le calcul des variations à intégrale multiple se réalise grâce aux conditions obtenues par Alfréd Haar entre 1926 et 1929.
1) Dans le cas d'intégrales doubles, le résultat de Haar s'énonce comme suit : soit D un ouvert simplement connexe de ℝ2, et u et v des fonctions continues de D dans ℝ. On suppose que pour toute fonction test h (de D dans ℝ) on ait
{\displaystyle \int \left(u{\frac {\partial h}{\partial x_{1}}}+v{\frac {\partial h}{\partial x_{2}}}\right)\,\mathrm {d} x_{1}\mathrm {d} x_{2}=0.}
Alors il existe une fonction {\displaystyle \omega :D\rightarrow \mathbb {R} } telle que {\displaystyle u={\frac {\partial \omega }{\partial x_{2}}}} et {\displaystyle v=-{\frac {\partial \omega }{\partial x_{1}}}.}
2) Comme l'a montré Haar dans son second article cité en référence, le procédé utilisé dans la démonstration ci-dessus s'étend sans difficulté au cas d'une intégrale multiple : 
Lemme de Haar — Soient D un ouvert simplement connexe de ℝn et {\displaystyle u_{i}:D\rightarrow \mathbb {R} } {\displaystyle (i=1,\dots ,n)} des fonctions continues. On suppose que pour toute fonction test h (de D dans ℝ) on ait
{\displaystyle \int \left(\sum _{i}u_{i}{\frac {\partial h}{\partial x_{i}}}\right)\,\mathrm {d} x=0.}
Alors il existe n fonctions {\displaystyle U_{i}:D\rightarrow \mathbb {R} } de classe Cn–1 telles que {\displaystyle \sum \nolimits _{1\leq i\leq n}U_{i}=0} et
{\displaystyle u_{i}={\frac {\partial ^{n-1}U_{i}}{\partial x_{1}\dots \partial x_{i-1}\partial x_{i+1}\dots \partial x_{n}}}.}

### Remarque sur le lemme de Haar
- De même que dans le lemme de Du Bois-Reymond sur lequel il repose, on peut remplacer, dans le lemme de Haar, l'espace d'arrivée ℝ des fonctions test par un espace vectoriel normé {\displaystyle E}, et l'espace d'arrivée ℝ des fonctions {\displaystyle u_{i}} par le dual {\displaystyle E^{\prime }.}
- Pour n = 1, on retrouve le lemme de Du Bois-Reymond.

### Application du lemme de Haar au calcul des variations
On illustre le lemme de Haar dans le cas n = 2. Soit {\displaystyle \Omega _{1}}, {\displaystyle \Omega _{2}}, {\displaystyle \Omega _{3}} des ouverts non vides de ℝ, et
{\displaystyle {\mathcal {L}}:D\times \Omega _{1}\times \Omega _{2}\times \Omega _{3}\rightarrow \mathbb {R} :(x,y,p,q)\mapsto {\mathcal {L}}(x,y,p,q)}
une fonction de classe C1 telle que les dérivées partielles {\displaystyle {\frac {\partial {\mathcal {L}}}{\partial p}}} et {\displaystyle {\frac {\partial {\mathcal {L}}}{\partial q}}} sont également de classe C1. On considère la fonctionnelle
{\displaystyle J(y)=\iint \nolimits _{D}{\mathcal {L}}\left(x_{1},x_{2},p,q,y\right)dx_{1}dx_{2}}
où y est une fonction de classe C1 dans D, à valeurs réelles, {\displaystyle p={\frac {\partial y}{\partial x_{1}}}} et {\displaystyle q={\frac {\partial y}{\partial x_{2}}}}. On se propose de déterminer une condition nécessaire pour qu'une fonction {\displaystyle y^{*}} soit une extrémale de classe C1 ayant des valeurs fixées sur {\displaystyle \partial D}.
La différentielle de J au point y est
{\displaystyle dJ(y):h\mapsto \delta J(y;h)=\iint \nolimits _{D}\left(u\cdot {\frac {\partial h}{\partial x_{1}}}+v\cdot {\frac {\partial h}{\partial x_{2}}}+w\cdot h\right)dx_{1}dx_{2}}
avec {\displaystyle u={\frac {\partial {\mathcal {L}}}{\partial p}}}, {\displaystyle v={\frac {\partial {\mathcal {L}}}{\partial q}}} et {\displaystyle w={\frac {\partial {\mathcal {L}}}{\partial y}}}. 
1. On suppose tout d'abord que {\displaystyle {\mathcal {L}}} ne dépende pas explicitement de y, donc que l'on ait {\displaystyle w=0}. Pour que {\displaystyle y^{*}} soit solution du problème, il est nécessaire, d'après le lemme de Haar, qu'il existe une fonction {\displaystyle \omega :D\rightarrow \mathbb {R} } de classe C1 telle que {\displaystyle u={\frac {\partial \omega }{\partial x_{2}}}} et {\displaystyle v=-{\frac {\partial \omega }{\partial x_{1}}}}.
2. Dans le cas où {\displaystyle {\mathcal {L}}} dépend explicitement de y, on se ramène au cas précédent en introduisant une fonction {\displaystyle \Omega } de classe C2 telle que

{\displaystyle 2\Omega \left(x_{1},x_{2}\right)=\iint \nolimits _{\left[a_{1},x_{1}\right]\times \left[a_{2},x_{2}\right]}{\frac {\partial {\mathcal {L}}}{\partial y}}d\xi _{1}d\xi _{2}}
où {\displaystyle \left[a_{1},x_{1}\right]\times \left[a_{2},x_{2}\right]\subset D}. Soit h une fonction de classe C1 s'annulant sur {\displaystyle \partial D}. Des intégrations par parties permettent d'obtenir
{\displaystyle 2\iint \nolimits _{D}h.w.dx_{1}dx_{2}=-2\iint \nolimits _{D}{\frac {\partial h}{\partial x_{1}}}{\frac {\partial \Omega }{\partial x_{2}}}dx_{1}dx_{2}=-2\iint \nolimits _{D}{\frac {\partial h}{\partial x_{2}}}{\frac {\partial \Omega }{\partial x_{1}}}dx_{1}dx_{2}}
et par conséquent
{\displaystyle \delta J\left(y;h\right)=\iint \nolimits _{D}\left\{\left(u-{\frac {\partial \Omega }{\partial x_{2}}}\right).{\frac {\partial h}{\partial x_{1}}}+\left(v-{\frac {\partial \Omega }{\partial x_{1}}}\right).{\frac {\partial h}{\partial x_{2}}}\right\}dx_{1}dx_{2}.}
On a donc obtenu le
Théorème — Pour que {\displaystyle y^{*}} soit une extrémale de classe C1 de J, ayant des valeurs fixées sur {\displaystyle \partial D}, il est nécessaire qu'il existe des fonctions {\displaystyle \omega } et {\displaystyle \Omega }, de D dans ℝ, de classe C1 et C2 respectivement, telles que
{\displaystyle u={\frac {\partial {\mathcal {\omega }}}{\partial x_{2}}}+{\frac {\partial \Omega }{\partial x_{2}}},v=-{\frac {\partial {\mathcal {\omega }}}{\partial x_{1}}}+{\frac {\partial \Omega }{\partial x_{1}}},w=2{\frac {\partial ^{2}\Omega }{\partial x_{1}\partial x_{2}}}}.
En particulier, si l'on recherche {\displaystyle y^{*}} de classe C2, {\displaystyle \omega } sera de classe C2 ; d'après le théorème de Schwarz, on obtient alors 
{\displaystyle {\frac {\partial u}{\partial x_{1}}}={\frac {\partial ^{2}\omega }{\partial x_{1}\partial x_{2}}}+w,{\frac {\partial v}{\partial x_{2}}}=-{\frac {\partial ^{2}\omega }{\partial x_{1}\partial x_{2}}}+w}
et par conséquent
Cette généralisation de l'équation d'Euler-Lagrange, appelée équation d'Ostrogradski, peut également s'obtenir à partir du lemme fondamental du calcul des variations.